# Porcella
Porcella è un singolo della cantautrice italiana Vale LP, pubblicato il 14 ottobre 2022 come terzo estratto dal secondo EP E sono felice.

## Descrizione
Il brano, scritto dalla stessa cantautrice, è prodotto da Marco Maiole, Federico De Nicola, in arte Masamasa, e Daniele Razzicchia, in arte Winniedeputa.

## Promozione
Il brano è stato eseguito in anteprima dalla stessa cantautrice nell'ottobre 2021 ai Bootcamp della quindicesima edizione del talent show X Factor.

## Video musicale
Il video musicale, diretto da Mattia Rosa, è stato pubblicato in concomitanza all'uscita del brano attraverso il canale YouTube della cantautrice.

## Tracce
Testi di Valentina Sanseverino, musiche di Valentina Sanseverino, Federico De Nicola e Marco Maiole.
1. Porcella – 2:09